# Souborné vydání díla Karla Maye
Souborné vydání díla Karla Maye byla edice z nakladatelství Návrat, ve které měly původně vyjít všechny knihy Karla Maye. Nakonec však nevyšly všechny a některé série nejsou ani kompletní. Vycházely od roku 1994 do roku 2010.
| Rok  | Dílo                         | Počet svazků | Poznámka                                                                    |
| ---- | ---------------------------- | ------------ | --------------------------------------------------------------------------- |
| 1994 | Červenomodrý Metuzalém       | 1            |                                                                             |
| 1995 | Žezlo a kladivo              | 2            |                                                                             |
| 1995 | Satan a Jidáš                | 6            | Tato série bývá často pojmenovávána i jako Supové Mexika                    |
| 1995 | Petrolejový princ            | 2            |                                                                             |
| 1995 | Duch Llana Estacada          | 1            | Mezi supy 2                                                                 |
| 1996 | Ostrov šperků                | 2            | Navazuje na sérii Žezlo a kladivo                                           |
| 1996 | Černý Mustang                | 1            |                                                                             |
| 1996 | Karavana otroků              | 2            |                                                                             |
| 1996 | V Říši stříbrného lva        | 7            |                                                                             |
| 1997 | Syn lovce medvědů            | 1            | Mezi supy 1                                                                 |
| 1997 | Cesta za štěstím             | 12           |                                                                             |
| 1997 | Vinnetou, rudý gentleman     | 7            | Poslední dva svazky tvoří knihu Vinnetouův odkaz                            |
| 1998 | Ardistan a Džinistan         | 3            | Tato série navazuje na sérii V Říši stříbrného lva                          |
| 1999 | Poslední cesty obou Quitzowů | 2            |                                                                             |
| 1999 | Zajati na moři               | 1            | Jediné kompletní vydání v česku                                             |
| 2000 | Na věčnosti                  | 3            | Karl May napsal pouze první část, druhá část byla dopsána Franzem Kandolfem |
| 2000 | Třemi díly světa             | 12           |                                                                             |
| 2002 | Máhdí                        | 6            | Jedná se o sérii V zemi Mahdího                                             |
| 2004 | Ztracený syn                 | 6            | Nevyšla celá série                                                          |
| 2005 | Poklad ve Stříbrném jezeře   | 2            |                                                                             |
| 2006 | Old Surehand                 | 6            |                                                                             |
| 2009 | Vánoce                       | 2            |                                                                             |
| 2010 | Pouští a harémem             | 2            | Jedná se o sérii Ve stínu padišáha/Po stopě zlého činu, nevyšlo kompletně   |